# Ithomia diaphana
Ithomia diaphana är en fjärilsart som beskrevs av Günter Theodor Tessmann 1928. Ithomia diaphana ingår i släktet Ithomia och familjen praktfjärilar. Inga underarter finns listade i Catalogue of Life.